# John Aloysius Mone
John Aloysius Mone (* 22. Juni 1929 in Glasgow; † 14. Oktober 2016 in Greenock) war ein schottischer Geistlicher und römisch-katholischer Bischof von Paisley.

## Leben
John Aloysius Mone empfing am 12. Juni 1952 die Priesterweihe für das Erzbistum Glasgow.
Papst Johannes Paul II. ernannte ihn am 24. April 1984 zum Weihbischof in Glasgow und Titularbischof von Abercornia. Der Erzbischof von Glasgow, Thomas Joseph Kardinal Winning, spendete ihm am 14. Mai desselben Jahres die Bischofsweihe; Mitkonsekratoren waren Joseph Devine, Bischof von Motherwell und Charles McDonald Renfrew, Weihbischof in Glasgow.
Am 8. März 1988 wurde er zum Bischof von Paisley ernannt. Am 7. Oktober 2004 nahm Papst Johannes Paul II. seinen altersbedingten Rücktritt an.